# Ooencyrtus limeirae
Ooencyrtus limeirae är en stekelart som beskrevs av Svetlana N. Myartseva 2004. Ooencyrtus limeirae ingår i släktet Ooencyrtus och familjen sköldlussteklar. Inga underarter finns listade i Catalogue of Life.